# Shep Pettibone
Robert «Shep» Pettibone (Ocean Grove, Nueva Jersey, Estados Unidos, 10 de julio de 1959) es un compositor, productor, DJ y remezclador estadounidense. Su trayectoria abarca desde finales de la década de 1970 hasta mediados de la década de 1990, cuando decidió retirarse de la industria musical.

## Biografía
Nacido en Nueva Jersey, Pettibone inició su carrera en la industria musical inicialmente como DJ en una tienda de discos en la década de 1970 y posteriormente trabajó en diferentes emisoras de radio, donde desarrolló sus habilidades como remezclador. Posteriormente, se trasladó a la ciudad de Nueva York, donde alcanzó fama y reconocimiento al producir remezclas para diversos artistas como Madonna, Pet Shop Boys, New Order, Depeche Mode, Level 42, Janet Jackson, Whitney Houston y George Michael, entre otros. Muchas de sus remezclas a menudo obtenían promoción oficial en las estaciones de radio del país o bien se utilizaban en los videoclips de un artista.
Considerado un «productor legendario», ha remezclado canciones de múltiples artistas, entre las que se destacan «Someday» de Mariah Carey, «Don't Wanna Fall in Love» de Jane Child, «So Emotional» de Whitney Houston, «Everyday People» de Aretha Franklin, «I Don't Wanna Go on with You Like That» de Elton John, «Hard Day» de George Michael o «Escapade» y «The Pleasure Principle» de Janet Jackson. Con Madonna, mantuvo una estrecha relación profesional firmando remezclas de canciones como «Causing a Commotion», «Deeper and Deeper», «Express Yourself», «Into the Groove», «Like a Prayer» y «Where's the Party». También coescribió y coprodujo los sencillos «Vogue» (1990) y «This Used to Be My Playground» (1992), que llegaron al primer puesto de la lista Billboard Hot 100, y trabajó en el quinto álbum de estudio de la cantante, Erotica, publicado en octubre de 1992.

Hemos sido amigos desde los tiempos en los que trabajaba en las emisoras WBLS y KISS FH en Nueva York. Así que nos conocemos bastante bien desde hace tiempo. Ella luego se convirtió en Madonna y yo estaba haciendo grabaciones y producciones, entre otras actividades. Así que Craig Kostich (de Warner Bros. Records) tuvo la idea de ver cómo podríamos trabajar juntos y me pidió que trabajara en una canción con ella. Y lo hice. A ella le gustó. Y vino al estudio y me dijo: «Espero que no te importe pero voy a llamarla "Vogue"». Y voguear tenía sentido, al menos en la escena underground de la música dance.
Shep Pettibone, Billboard, 22 de mayo de 2015.

Pettibone decidió alejarse del negocio de la música a finales de la década de 1990. En una entrevista con la revista Billboard, comentó: «Ya había tenido suficiente música en ese momento. Lo he estado haciendo durante quince años». Desde entonces, es propietario de The Empress Hotel y Paradise Night Club en Asbury Park (Nueva Jersey).